# T-50 (Panzer)
Der T-50 war ein leichter sowjetischer Panzer des Zweiten Weltkrieges.

## Entwicklung
Die Entwicklung des Panzers begann 1939 im Designbüro der Leningrader Kirow-Fabrik mit dem Ziel, einen Nachfolger für den leichten Panzer T-26 herzustellen. 

## Technische Beschreibung
Der T-50 war mit seinen Merkmalen wie dem Dreimannturm mit Kommandantenkuppel, der Ausstattung jedes Panzers mit einem Funkgerät, der Drehstabfederung und der abgeschrägten Panzerung ein fortschrittlicher Panzerentwurf.

## Produktion
Die Pilotproduktion des leichten Panzers begann im Mai 1941 in Leningrad. Die gesamte Konstruktion war auf die Massenproduktion in kleinen Fabriken ausgelegt, die mit dem Bau größerer Panzer wie dem T-34 überfordert gewesen wären. Das Konzept stieß aber bei der Pilotproduktion auf zahlreiche Schwierigkeiten, weshalb weniger als 75 Stück hergestellt wurden. Aufgrund dieser Schwierigkeiten wurde der wesentlich einfacher herzustellende leichte Panzer T-60 für die Massenfertigung ausgewählt.

## Technische Daten im Detail
- Klassifikation: leichter Kampfpanzer
- Chefkonstrukteur: Semjon Aleksandrowitsch Ginzburg
- Prototyp-Bezeichnung: Objekt 126 oder T-126(SP)
- Hersteller: Werk Nr. 174 (Sawod No.174) in Leningrad (Orenburg und Omsk nach der Evakuierung)
- Bewaffnung: 1 × 45-mm-Kanone L46 20-K, 1 × 7,62-mm-MG Degtjarjow DT, 1 × 7,62-mm-MP Degtjarjow PPD
- Munition: 150 Granaten, 4032 Schuss MG-Munition, 750 Schuss MP-Munition, 24 Handgranaten F-1
- Panzerung:
  - Wanne
    - 45 mm Bug / Neigung 45°
    - 37 mm Fahrerfront / 40°
    - 37 mm Wannenseite oben / 50°
    - 37 mm Wannenseite unten / 90°
    - 25 mm Heck oben / 27°
    - 37 mm Heck unten / 80°
    - 15 mm Decke / 0°
    - 15 mm Boden vorn / 0°
    - 12 mm Boden hinten / 0°

  - Turm
    - 37 mm Turmblende / gewölbt
    - 37 mm Turmfront unten / gewölbt
    - 15 mm Turmfront oben / 5°
    - 37 mm Turmseite / 70°
    - 15 mm Heck / 75°
    - 15 mm Decke / 0°
- Kraftstoffverbrauch auf 100 km (Straße): 97–100 Liter
- Kraftstoffvorrat: 350 Liter
- Antriebslage: hinten
- Höchstgeschwindigkeit: (Straße / Gelände) 60 km/h / 35–40 km/h
- Federung: Torsionsstab
- Kettenbreite: 360 mm
- Bodendruck: 0,56 kg/cm²
- Bodenfreiheit: 35 cm
- Rohrüberstand: 50 mm
- Baujahre: 1941–1942
- Stückzahl: 65 bzw. 75